# تأثير الاستشهاد
استشهاد الأثر الكمي استشهاد الاستخدام من المؤلفات العلمية. بل هو نتيجة تحليل الاقتباس أو bibliometrics. ومن بين التدابير التي ظهرت من تحليل الاقتباس هي استشهاد التهم لفرد المادة، مؤلف، مجلة أكاديمية.

## المادة-مستوى
واحدة من أبسط استشهاد المقاييس هو كيف في كثير من الأحيان المادة المذكورة في المواد الأخرى، الكتب، أو من مصادر أخرى (مثل الرسائل الجامعية). استشهاد معدلات تعتمد بشكل كبير على الانضباط وعدد من العاملين في هذا المجال. فعلى سبيل المثال، العديد من العلماء العمل في علم الأعصاب في الرياضيات، علماء الأعصاب نشر المزيد من الأوراق من علماء الرياضيات، ومن ثم علم الأعصاب الأوراق هي أكثر من ذلك بكثير في كثير من الأحيان استشهد من الأوراق في الرياضيات. وبالمثل، مراجعة الأوراق غالبا ما يذكرون من العادية الأبحاث لأنها تلخيص النتائج من العديد من الأوراق. قد يكون هذا أيضا سبب الأوراق مع أقصر عناوين الحصول على المزيد من الاستشهادات، نظرا لأنها عادة ما تغطي منطقة أوسع.

### الأكثر استشهد ورقات
الأكثر ذكرا ورقة من كل وقت هو الكلاسيكية ورقة من قبل أوليفر لوري واصفا هذا الفحص لقياس تركيز البروتينات. بحلول عام 2014 كان المتراكمة أكثر من 305000 فرد الاستشهادات. أكثر 10 استشهد ورقات كل ما كان أكثر من 40، 000 الاقتباسات. للوصول إلى أعلى 100 الأوراق المطلوبة 12,119 الاستشهادات بحلول عام 2014. من طومسون رويتر شبكة العلوم قاعدة بيانات مع أكثر من 58 مليون قطعة فقط 14,499 ورقات (~0.026%) أكثر من 1000 الاستشهادات في عام 2014.

## مجلة مستوى

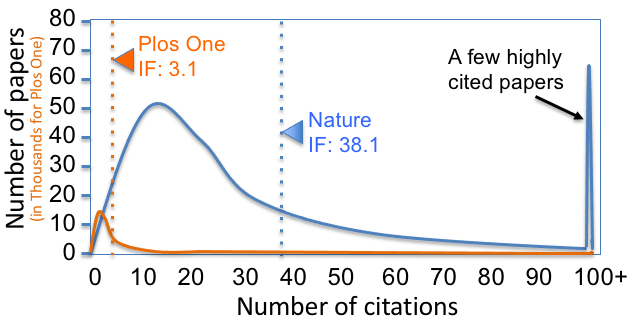
مجلة تأثير العوامل أثرت بشكل كبير من قبل عدد قليل للغاية استشهد الأوراق. بشكل عام، معظم الأبحاث المنشورة في 2013-14 تلقى العديد من أقل الاستشهادات من أشار عامل التأثير. اثنين من المجلات (الطبيعة [الأزرق], Plos One [البرتقالي]) أظهرت أن تمثل بها للغاية وأقل استشهد مجلة، على التوالي. علما أن ارتفاع تأثير الاقتباس من الطبيعة مشتق من عدد قليل نسبيا للغاية استشهد الأوراق. تعديل بعد كلوي 2016.

مجلة تأثير العوامل (JIFs) هي قياس متوسط عدد الاستشهادات التي المقالات التي نشرتها مجلة في العامين الماضيين تلقت في العام الحالي. ومع ذلك والمجلات عالية جدا تأثير العوامل غالبا ما تكون على أساس عدد صغير جدا جدا استشهد الأوراق. على سبيل المثال، معظم الصحف في الطبيعة (عامل التأثير 38.1, 2016) «فقط» استشهد 10 أو 20 مرة خلال السنة المرجعية (انظر الشكل). المجلات مع «منخفض» أثر (مثل بلوس واحد، أثر عامل 3.1) بنشر العديد من الأوراق التي استشهد من 0 إلى 5 مرات ولكن عدد قليل للغاية استشهد المواد.
JIFs غالبا ما تكون سوء تفسير مقياس مجلة الجودة أو حتى المادة الجودة. على جيفس هي مجلة على مستوى متري، وليس مقال مستوى متري، ومن ثم استخدامها لتحديد تأثير مادة واحدة إحصائيا غير صالحة. استشهاد التوزيع هو الانحراف عن المجلات لأن عدد قليل جدا من المواد يقود الغالبية العظمى من الاستشهادات (انظر الشكل). ولذلك بعض المجلات قد توقفت عن نشر أثرها عامل مثل المجلات من الجمعية الأمريكية لعلم الأحياء الدقيقة.

### تأثير عامل المخطوطة معدلات الرفض
ويعتقد عموما أن المخطوطات هي في كثير من الأحيان رفض في ارتفاع تأثير المجلات. ومع ذلك، في مجموعة عشوائية من 570 المجلات لا يوجد مثل هذا الارتباط. ومع ذلك، تخصصات محددة قد تكون ضعيفة الارتباط، على سبيل المثال في العلوم الفيزيائية بل هناك ارتباط سلبي.

## المؤلف مستوى
مجموع الاستشهادات، أو متوسط استشهاد عدد في المادة يمكن الإبلاغ عنها فرد الكاتب أو الباحث. العديد من التدابير الأخرى المقترحة، مجرد الاقتباس التهم إلى أفضل تقدير الفرد الباحث تأثير الاقتباس. المعروفة وتشمل التدابير ح-فهرس وز-فهرس. كل تدبير له مزايا وعيوب،  تمتد من التحيز إلى الانضباط-الاعتماد على القيود المفروضة على الاقتباس من مصدر البيانات.

## البدائل
وهو نهج بديل لقياس الباحث تأثير تعتمد على استخدام البيانات، مثل عدد التحميلات من الناشرين وتحليل الاقتباس الأداء في كثير من الأحيان في المادة المستوى.
في وقت مبكر من عام 2004، BMJ نشرت عدد من وجهات النظر عن المواد التي تم العثور عليها إلى حد ما ترتبط الاستشهادات. في عام 2008 في مجلة طبية البحث على الإنترنت بدأ نشر آراء تويت. هذه "tweetations" ثبت أن تكون مؤشرا جيدا للغاية استشهد المواد، مما أدى صاحب اقتراح «Twimpact عامل»، وهو عدد من التغريدات التي تتلقاها في الأيام السبعة الأولى من المنشور، وكذلك Twindex الذي هو مرتبة المئين من المادة Twimpact عامل.

## فتح الوصول إلى المنشورات
فتح الوصول إلى المنشورات متوفرة بدون تكلفة القراء، ومن ثم ينبغي استشهد أكثر في كثير من الأحيان. في حين أن هذا قد يتعارض مع بعض التجريبية والدراسات الرصدية الأدلة الأخيرة تشير إلى أن الزراعة العضوية المجلات كانت في الواقع وجدت أن يكون إلى حد كبير أكثر الاستشهادات العام مقارنة مع غير OA المجلات (متوسط 15.5 مقابل 12). وبالتالي فمن الأفضل أن تنشر في الزراعة العضوية مجلة لمزيد من الاستشهادات.

## التطورات الأخيرة
هام التطورات الأخيرة في مجال البحوث على تأثير الاقتباس هو اكتشاف عالمية ، أو الاقتباس تأثير الأنماط التي تعقد في مختلف التخصصات في العلوم والعلوم الاجتماعية والعلوم الإنسانية. على سبيل المثال، فقد تبين أن عدد الاستشهادات منشور مرة واحدة بشكل صحيح ترتيبها عن طريق متوسط في جميع المواد المنشورة في نفس الانضباط في نفس العام، على النحو التالي عالمي سجل التوزيع الطبيعي الذي هو نفسه في كل تخصص. هذه النتيجة قد اقترح العالمي تأثير الاقتباس التدبير الذي يمتد h-index بشكل صحيح إعادة قياس استشهاد التهم اللجوء المنشورات، ومع ذلك حساب هذه العالمي التدبير يتطلب مجموعة واسعة استشهاد البيانات والإحصاءات عن كل والانضباط العام. الاجتماعية التعهيد الجماعي أدوات مثل Scholarometer المقترحة لمعالجة هذه الحاجة.
تشير البحوث إلى تأثير المادة يمكن أن يكون جزئيا، أوضح سطحية العوامل وليس فقط من قبل العلمية الموضوعية مقال. الميدانية التي تعتمد على العوامل عادة سرد قضية معالجتها ليس فقط عند المقارنة بين التخصصات، ولكن أيضا عند مختلف مجالات البحوث واحدة الانضباط يجري مقارنة. فعلى سبيل المثال في الطب من بين عوامل أخرى عدد من المؤلفين عدد من المراجع طول المقال، ووجود القولون في العنوان تأثير تأثير. بينما في علم الاجتماع عدد من مراجع المقالة طول وطول عنوان هي من بين العوامل. كما يقترح العلماء الانخراط في الأخلاقي مشكوك السلوك من أجل تضخيم عدد الاستشهادات المواد تتلقى.
الآلي استشهاد الفهرسة لقد تغيرت طبيعة الاقتباس تحليل البحوث، مما يسمح للملايين من الاستشهادات ليتم تحليلها على نطاق واسع أنماط واكتشاف المعارف. المثال الأول الآلي استشهاد الفهرسة CiteSeer ، بعد أن يتبعها الباحث العلمي من Google. ومؤخرا المتقدمة نماذج التحليل الديناميكي استشهاد الشيخوخة المقترحة. النموذج الأخير هو حتى تستخدم التنبؤية أداة لتحديد الاستشهادات التي يمكن الحصول عليها في أي وقت من عمر مجموعة من المنشورات.
وفقا ماريو بياجيولي: «كل مقاييس التقييم العلمي لا بد أن يساء استخدامها. قانون جودهارت أنه عندما سمة من سمات الاقتصاد اختار كمؤشر على الاقتصاد، ثم فإنه لا محالة تتوقف عن العمل كما أن مؤشر لأن الناس تبدأ اللعبة.»

## مزيد من القراءة
- Chanson، Hubert (2007). "Research Quality, Publications and Impact in Civil Engineering into the 21st Century. Publish or Perish, Commercial versus Open Access, Internet versus Libraries ?". Canadian Journal of Civil Engineering. ج. 34 ع. 8: 946–951. DOI:10.1169/L07-027 (غير نشط 20 فبراير 2017). مؤرشف من الأصل في 2019-03-13.{{استشهاد بدورية محكمة}}:  صيانة الاستشهاد: وصلة دوي غير نشطة منذ 2017 (link)

- Panaretos, J.؛ Malesios, C. (2009). "Assessing Scientific Research Performance and Impact with Single Indices". Scientometrics. ج. 81 ع. 3: 635–670. DOI:10.1007/s11192-008-2174-9.